# Markus Pernhart

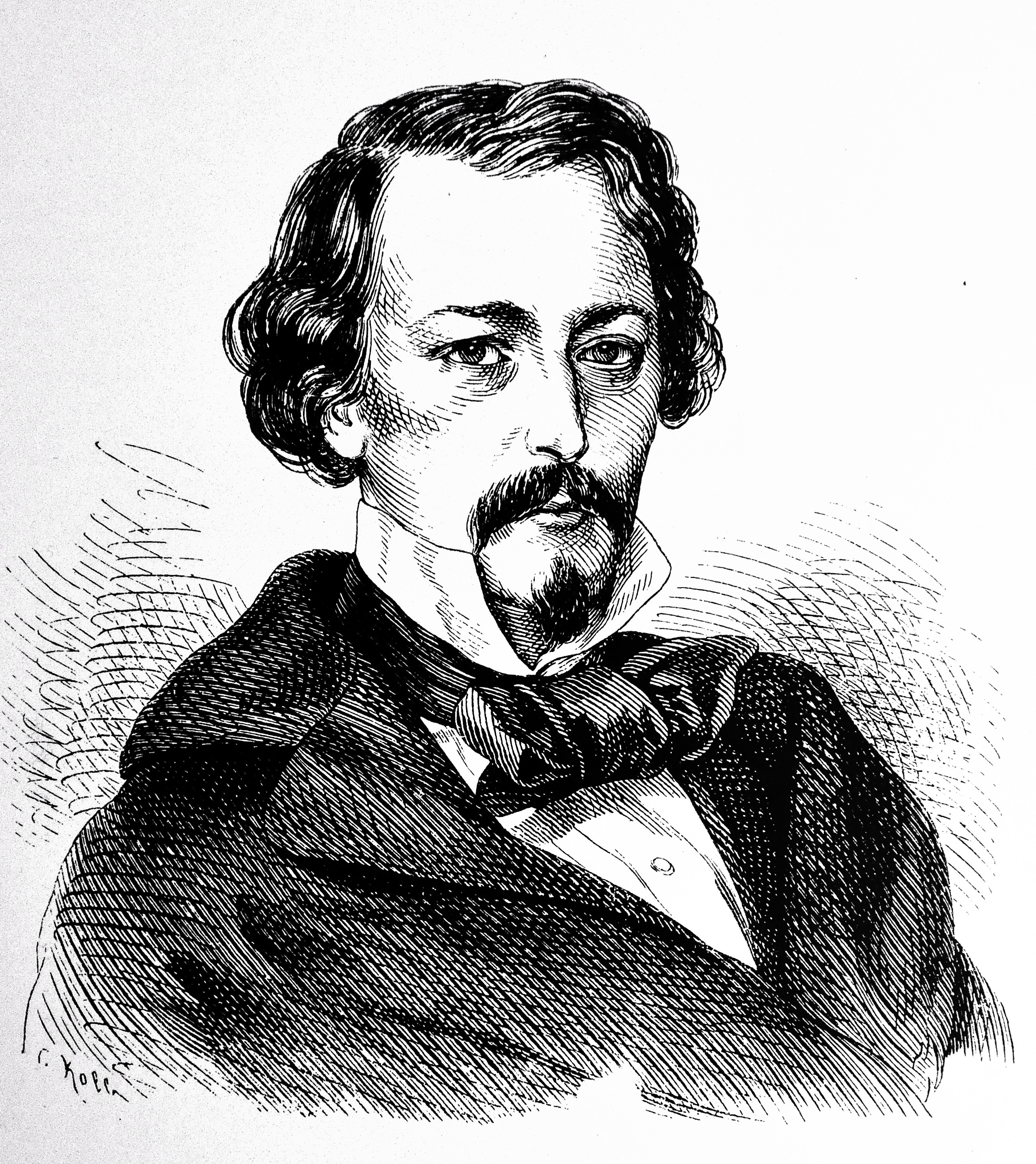
Porträt des Künstlers

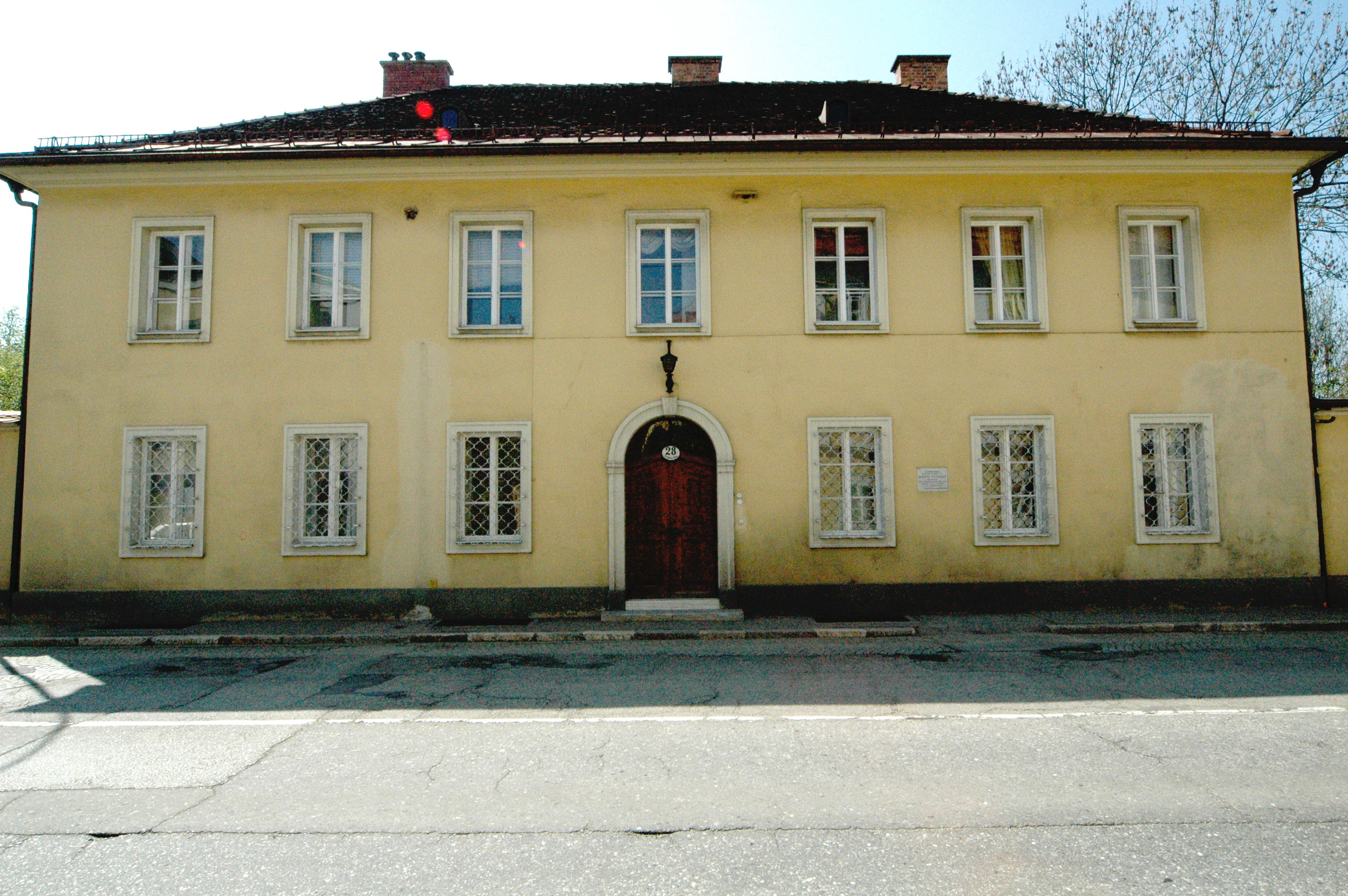
Sterbehaus von Markus Pernhart am St. Veiter Ring Nr. 28 (2005 abgerissen)

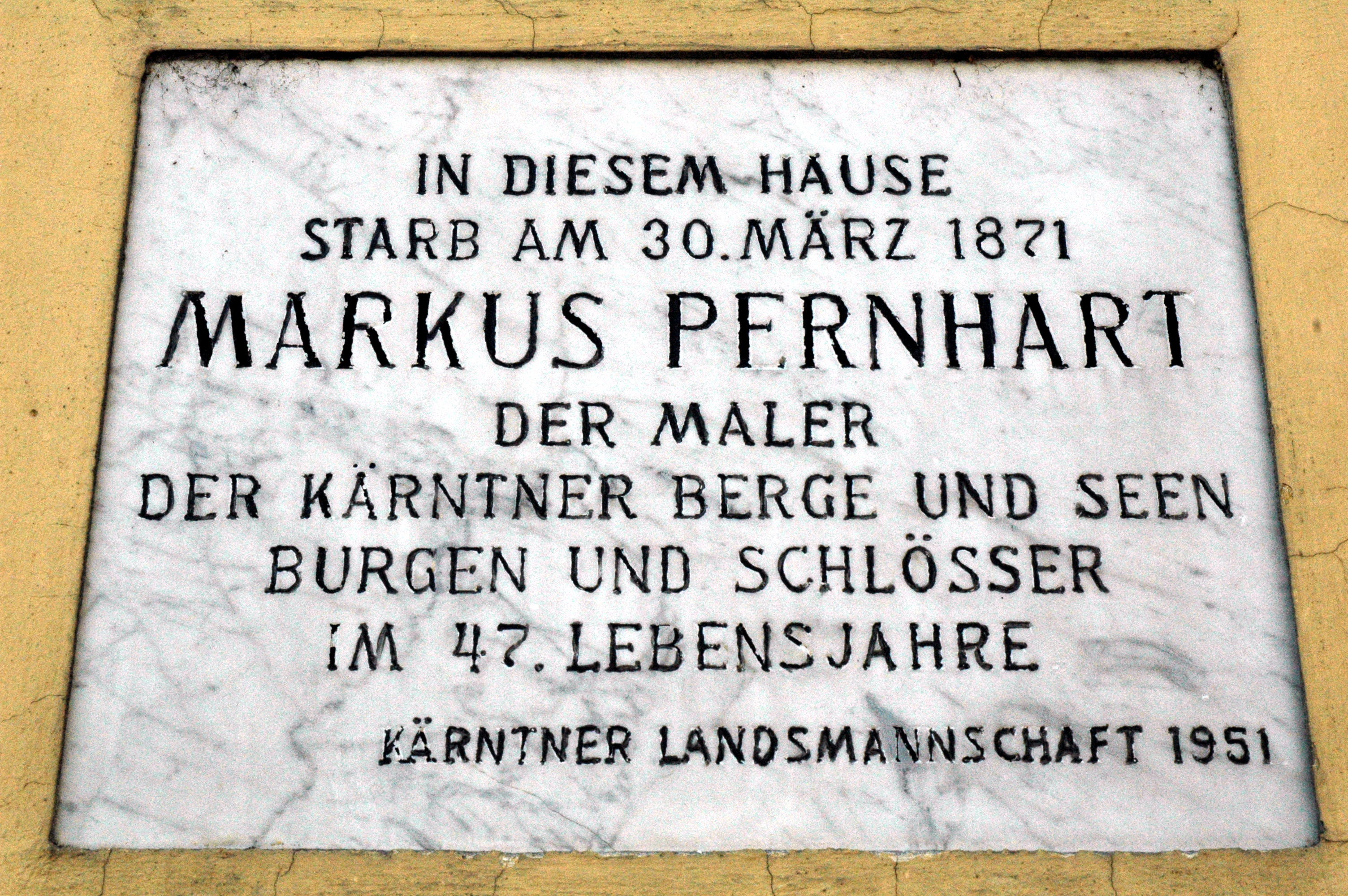
Gedächtnistafel am Sterbehaus von Markus Pernhart

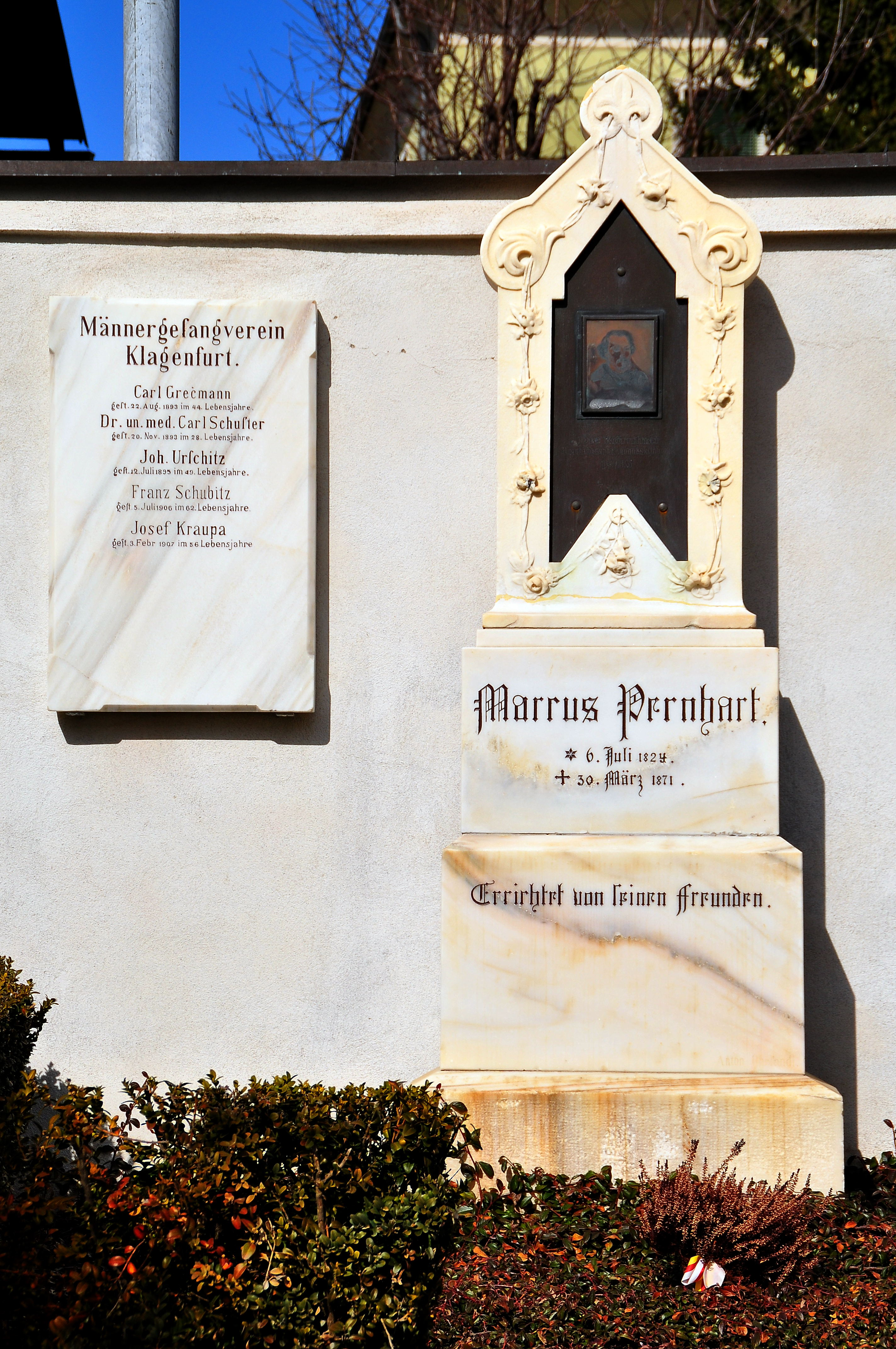
Markus Pernhart´s Grab auf dem St. Ruprechter Friedhof

Markus Pernhart (* 6. Juli 1824 in Untermieger (nach SBL in Obermieger, heute ein Ortsteil der Marktgemeinde Ebenthal); † 30. März 1871 in Klagenfurt; eigentlich: Markus auch Marko Pernat[h]) war ein Kärntner slowenisch/österreichischer Maler romantischer Landschaftsimpressionen. Laut dem Slowenischen biographischen Lexikon gilt er als erster slowenischer realistischer Landschaftsmaler.

## Leben
Markus Pernhart wurde als ältestes Kind des Andreas Pernath, einem Tischler aus St. Veit im Jauntal, und der Ursula geb. Klotzer geboren. Wahrscheinlich besuchte er in Tainach die Volksschule. Früh begann er u. a. Bienenstockstirnbretter zu bemalen und bot am Klagenfurter Wochenmarkt seine frühen humoresken Werke an. Mit kaum 12 Jahren bemalte er die Gasträume der Krajcar-Gaststätte zwischen Klagenfurt und Völkermarkt. Der Gastwirt machte den bischöflichen Kaplan Henr. Hermann auf den talentierten Buben aufmerksam. Mit 15 erlernte er die Malerei zunächst bei Andreas Hauser in Klagenfurt. Hermann unterstützte ihn weiterhin und brachte ihn mit seinem Gönner, den Görzer Erzbischof Franz Xaver Luschin (Franc Lušin) zusammen, der auch aus Tainach gebürtig war. Wahrscheinlich machte ihn Hermann mit Eduard von Moro bekannt. Durch diesen bekam er Kontakt zur Wiener Kunstszene, insbesondere zu Franz Steinfeld, der dort an der Akademie der Bildenden Künste lehrte. Er wurde weiter an die Münchner Akademie vermittelt, kehrte aber bald nach Kärnten zurück. Dort avancierte er unter seinem Künstlernamen Pernhart zum bekanntesten Landschaftsmaler seiner Zeit.

## Burgen und Schlösser Kärntens
Als sich Pernharts Zeichenstil voll entwickelt hatte, wurde er von Max von Moro ersucht, alle Burgen und Schlösser Kärntens zu zeichnen. Die Idee war, diese Bauwerke, wenn sie schon oft aus finanziellen Gründen nicht erhalten werden konnten, zumindest im Bild zu konservieren und so vor dem Verfall zu bewahren. Markus Pernhart enttäuschte seinen Auftraggeber nicht und hielt in Bleistiftzeichnungen kleinste Details der noch gut erhaltenen, aber auch der zum Teil schon verfallenen Anlagen fest. Bereits 1853 fertigte er 40 Zeichnungen an, später bis 198, die Eigentum des Geschichtsvereins für Kärnten sind. 1855 übergaben die Kärntner Landstände Kaiserin Elisabeth ein Album mit 21 Zeichnungen, zu denen Max Moro die Erläuterungen beitrug. Unter dem Titel Bilder aus Kärnten erschienen sie zwischen 1863 und 1868 in Lieferungen als Stahlstiche mit Begleittexten. Nach seinem Tode erschienen fünf lithographische Panoramabilder (Klagenfurt 1875 und 1889).
Für die Kärntner und slowenische Kulturgeschichte allgemein ist insbesondere seine Zeichnung des Fürstensteins in situ in Karnburg bedeutend, da dies das einzige Zeugnis seiner ursprünglichen Lage darstellt.

## Beginnende Freizeitgesellschaft
Pernhart stellte Landschaften, vorzugsweise Seen- und Hochgebirgsmotive oder Burgen, aber auch Tier- und Stilllebenthemen, in idyllischem und pathetischem Stil dar. Seine Werke sind vor dem Hintergrund einer beginnenden Freizeitgesellschaft zu sehen, sie führen die regionalen Statusobjekte seiner Heimat vor.

## Nachlass
Markus Pernhart starb am 30. März 1871 im Haus mit der Nummer 28 am Klagenfurter Sankt Veiter Ring wahrscheinlich an seinen Unterleibsleiden und wurde am Friedhof in St. Ruprecht in Klagenfurt beigesetzt. Sein gesamtes gemaltes Œuvre besteht aus rund 1.200 Bildern, die sich auch nach seinem Tod einer großen Wertschätzung erfreuen.
In Slowenien sind 8 Bilder in der Slowenischen Nationalgalerie in Ljubljana erhalten, davon sind 4 von der Šmarna gora aus der Verlassenschaft des Bischofs Jernej Widmer, die von der Kranjska hranilnica (Sparkasse) erworben worden waren, einige Bilder sind in Privatbesitz.
Sein Sterbehaus fiel in der zweiten Jahreshälfte 2004 zugunsten eines Einkaufszentrums der Spitzhacke zum Opfer. Nur noch die nebenstehenden Fotos erinnern an Pernharts letzte Residenz.
Über den Verbleib der Gedenktafel ist nichts bekannt.

## Straßen (Auswahl)
Klagenfurt: Pernhartgasse

## Werke (Auswahl)

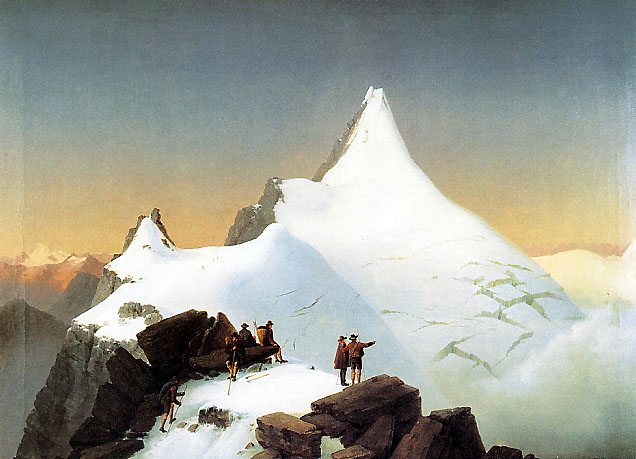
Großglockner von Hohenwartscharte, 1857
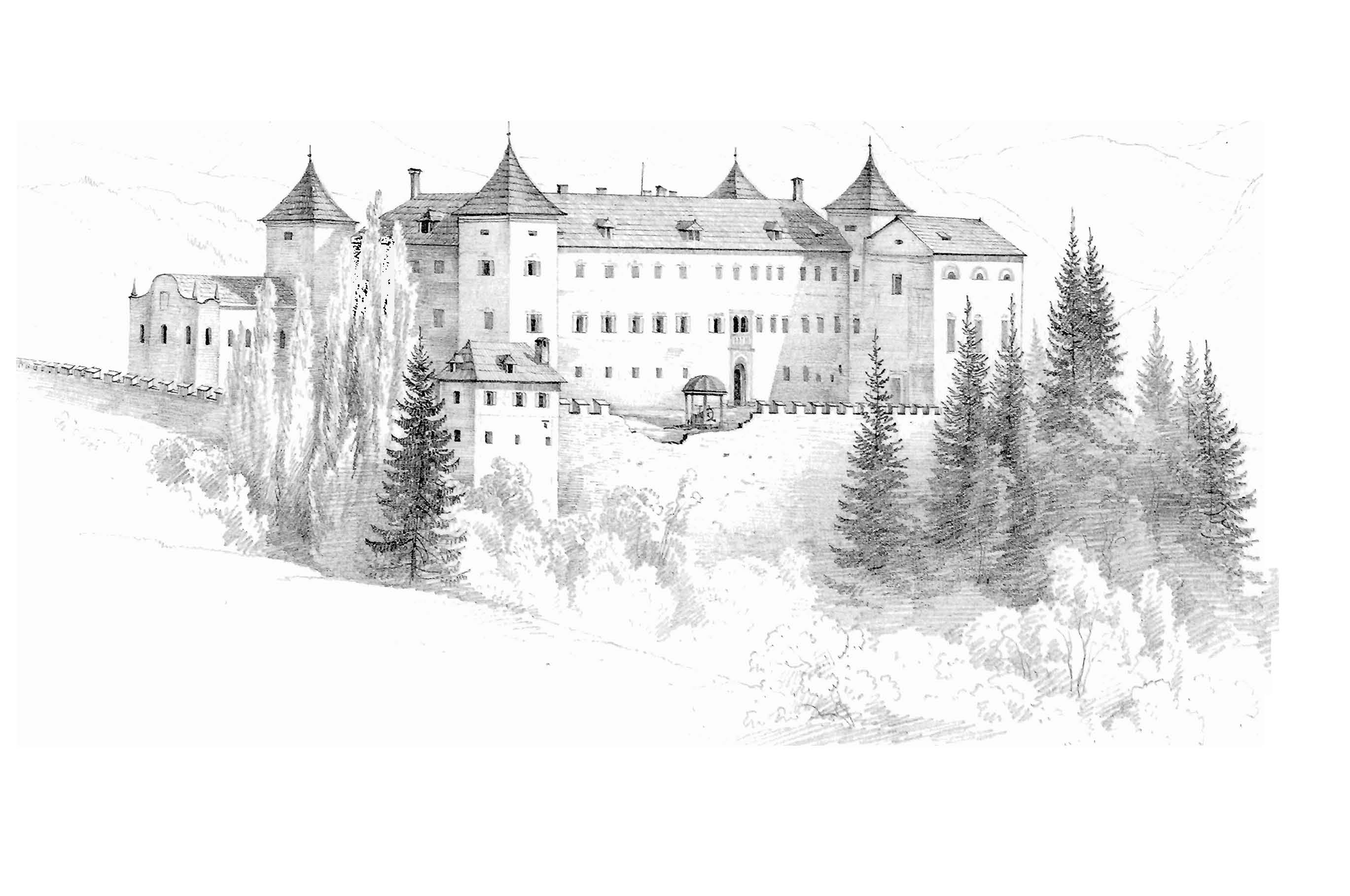
Renaissance-Schloss Wernberg, um 1850
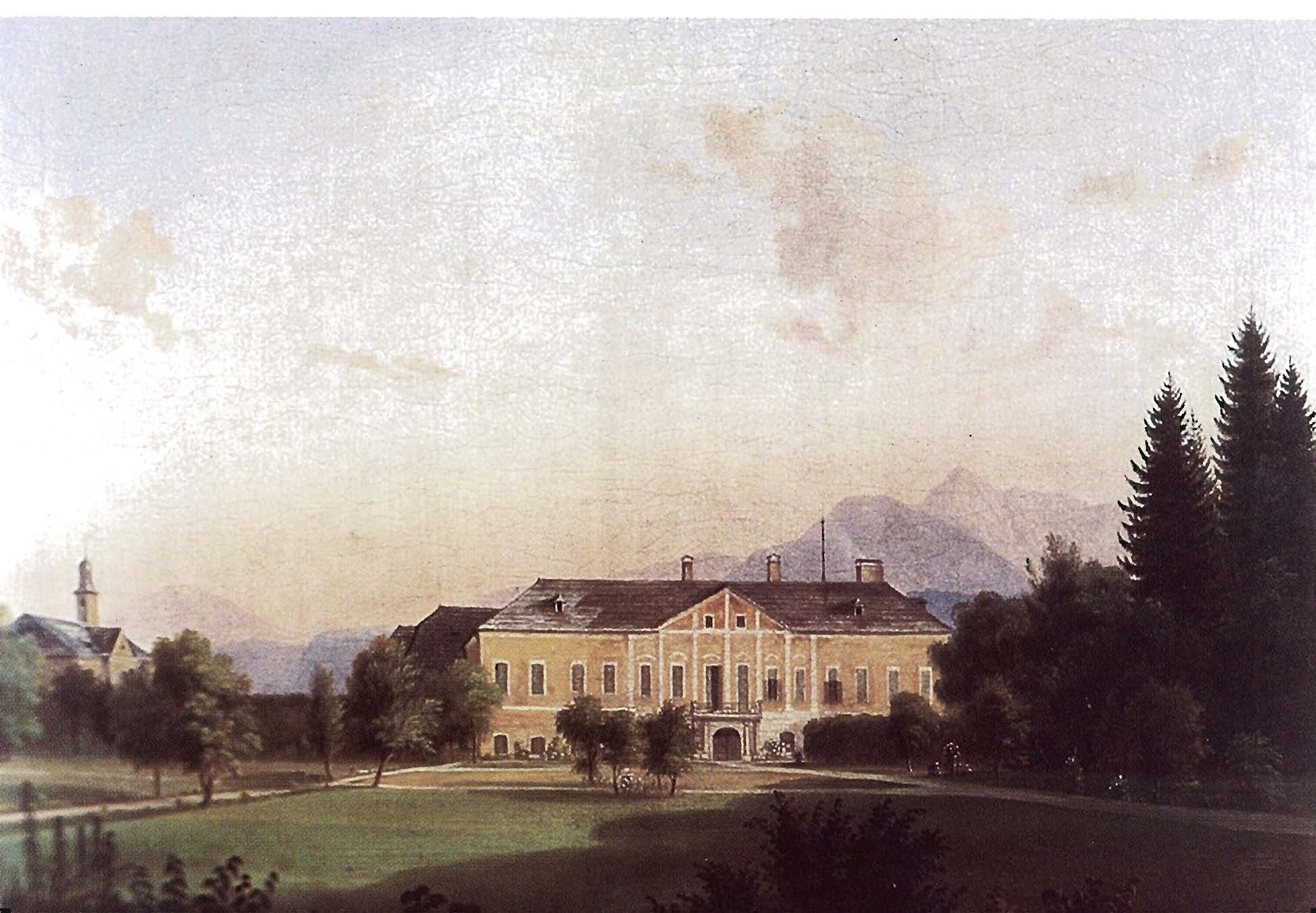
Schloss Harbach, um 1860
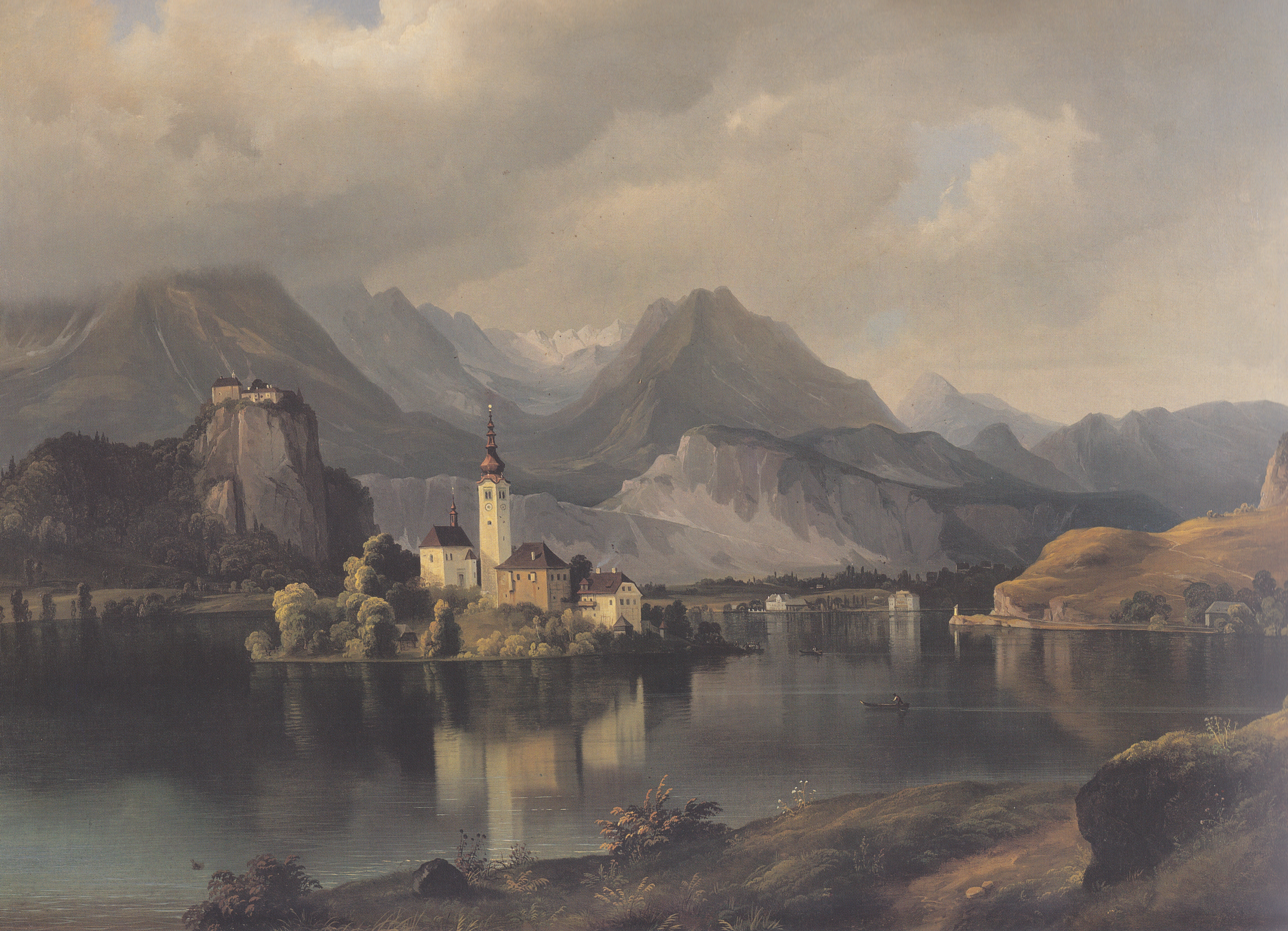
Veldeser See (Bled)
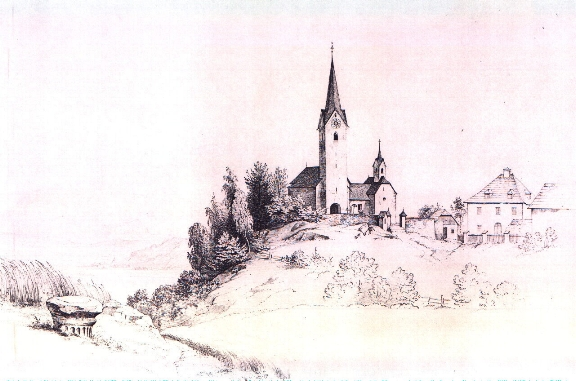
Karnburg mit Fürstenstein
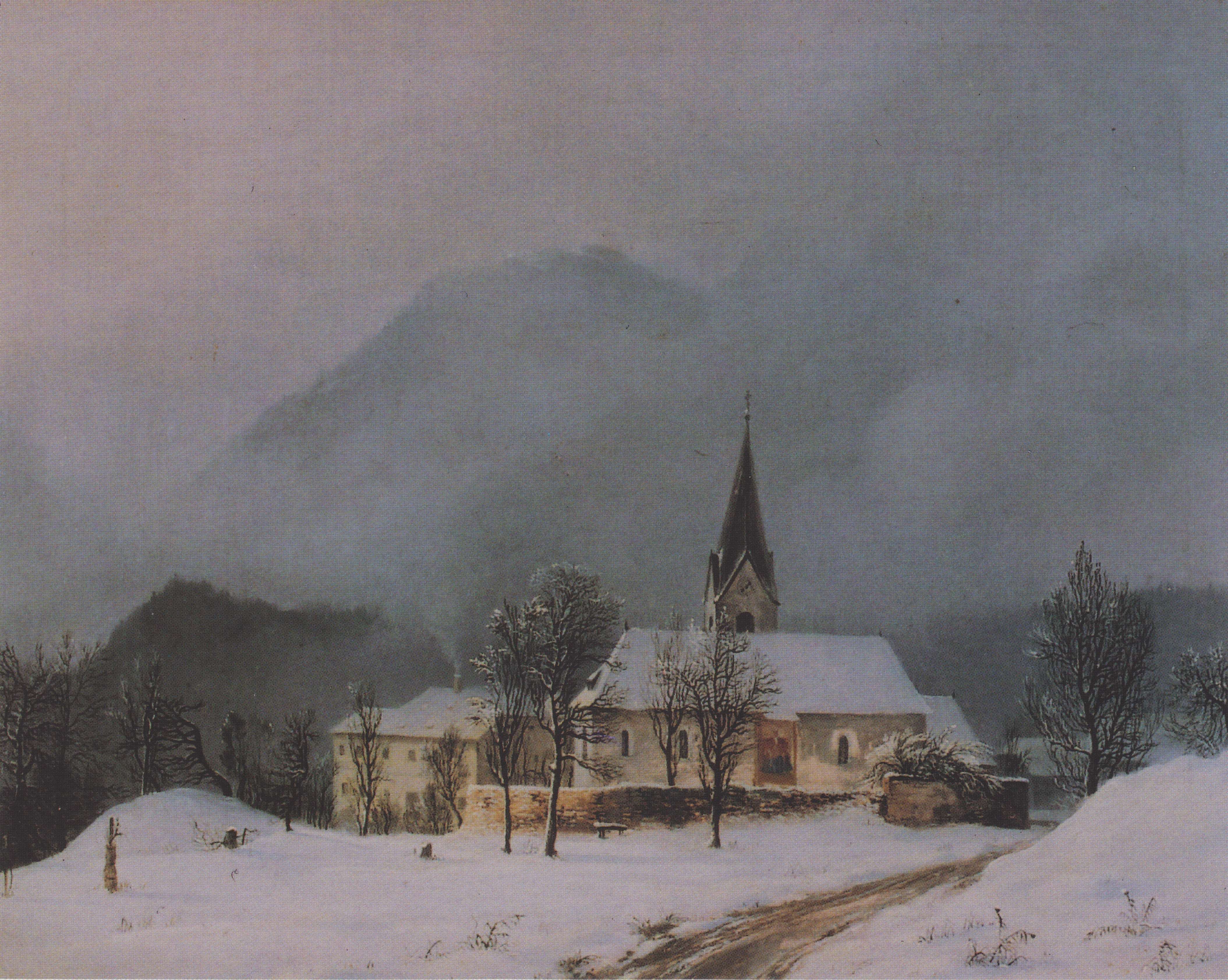
Schloss Saager in Grafenstein
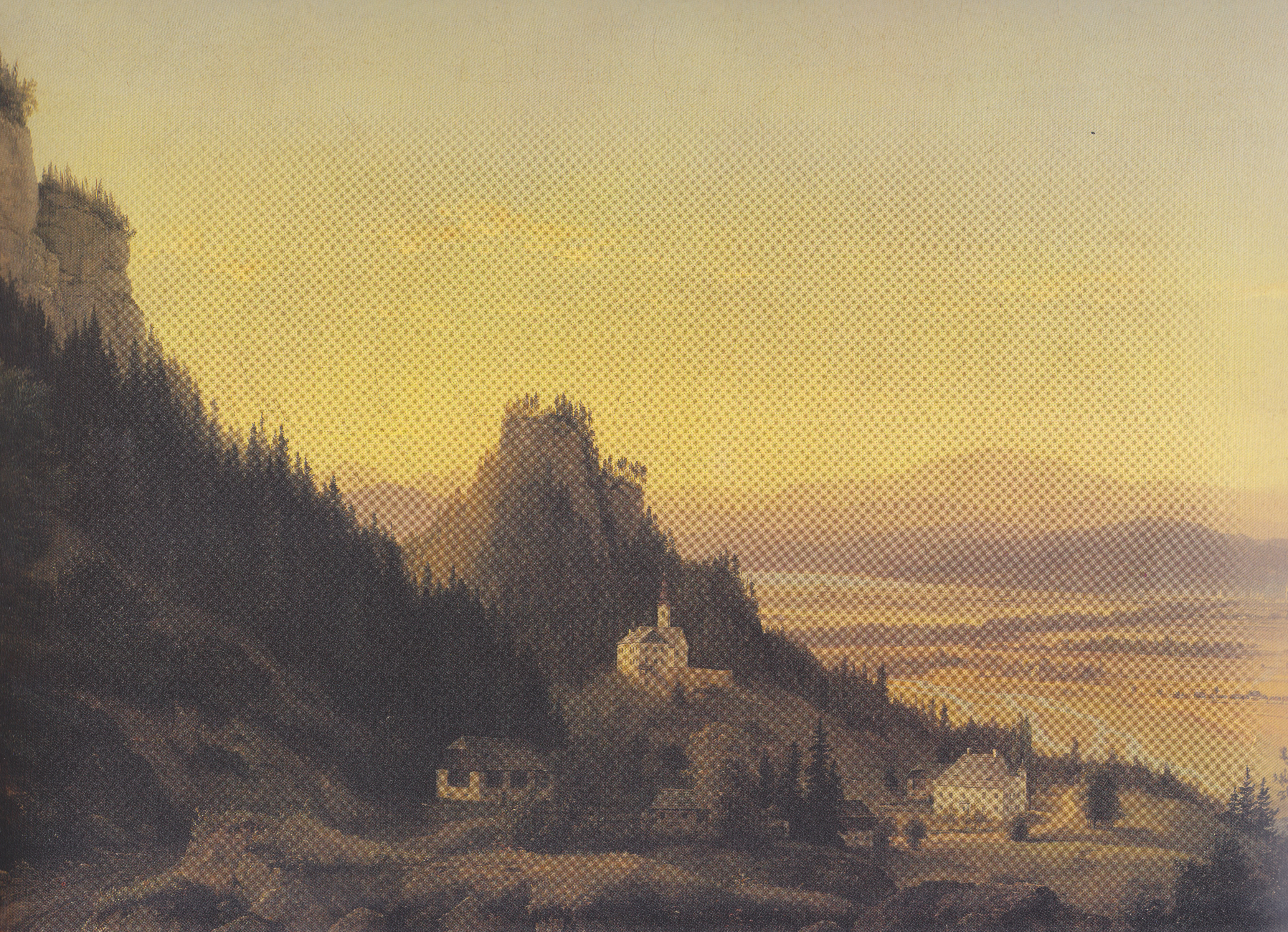
Gurnitz / Podkrnos Ebenthal in Kärnten
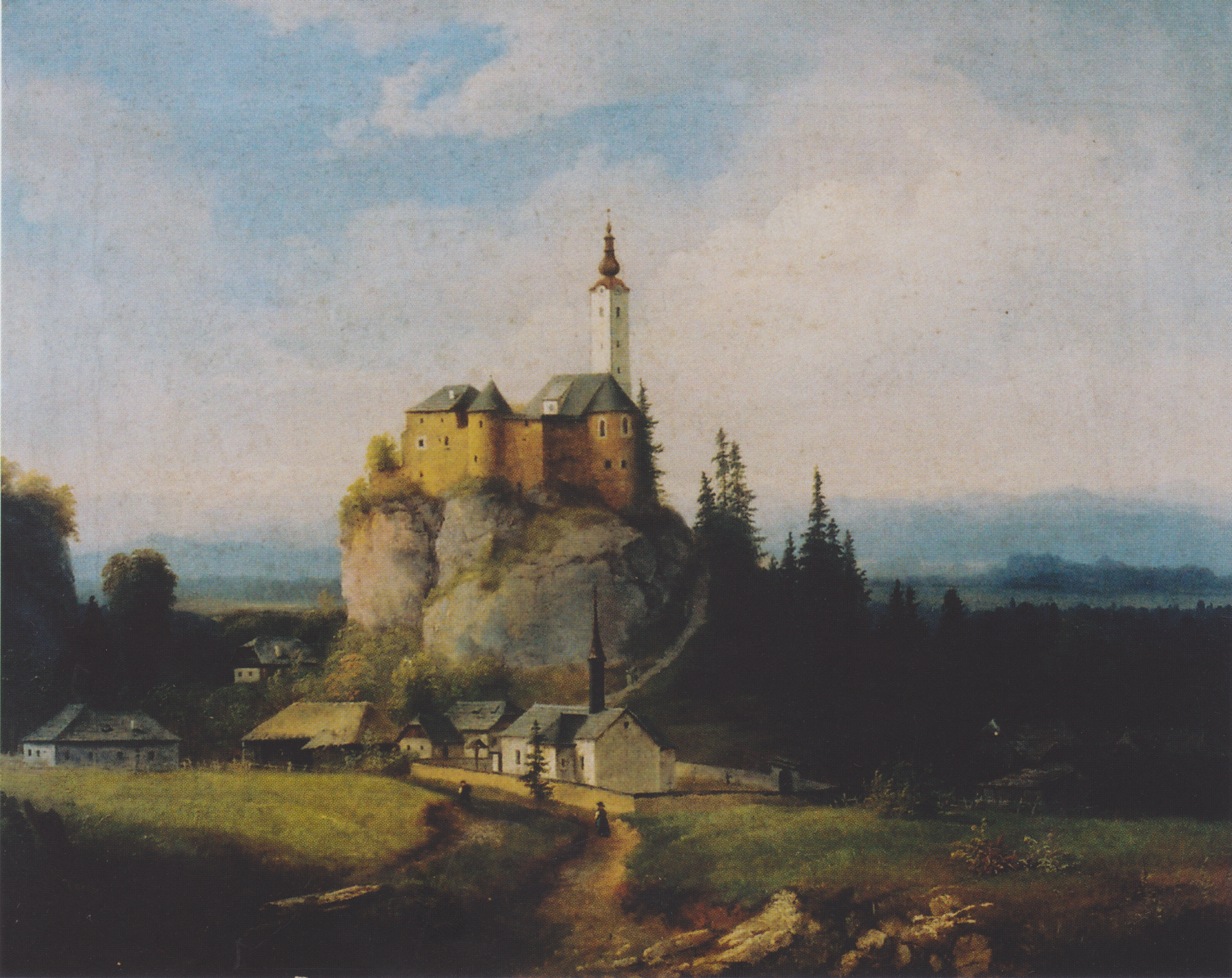
Markus Pernhart: Stein im Jauntal